# Fernando Peláez
Fernando Wilfredo Peláez Bruno (Montevideo, 21 de agosto de 1958) es un matemático uruguayo. Es profesor de enseñanza media y universitaria en matemática, y ha dictado cursos de Historia del Rock en Uruguay en la Escuela Universitaria de Música. Entre 2015 y 2019 se desempeñó como Pro Rector de Enseñanza en la Universidad de la República.

## Trayectoria
Cursó todos los niveles de enseñanza en instituciones públicas. En 1988 obtuvo el título de Licenciado en Matemática, y en 1990 de Magíster en Matemática, otorgados por la Universidad de la República. Continuó sus estudios de posgrado en otras modalidades en Uruguay, Argentina, Brasil y Venezuela. 
Se ha desempeñado desde 1984 como profesor en la Facultad de Ciencias donde ha dictado cursos de Cálculo Diferencial e Integral, Álgebra Lineal, Topología, Ecuaciones Diferenciales, Análisis Armónico, Probabilidad y Estadística, Cálculo Vectorial y Geometría Diferencial, Análisis Complejo, Teoría de la Medida, Análisis Funcional, además de otros cursos de posgrado.
Fue profesor en la Facultad de Ingeniería entre los años 1986 y 1992, donde recibió el premio «Tiza de Oro 91» al «mejor profesor de la Facultad de Ingeniería». En 1992 ingresó a la Facultad de Ciencias Económicas y de Administración, en la Cátedra de Matemática I.
Ha enfocado su investigación dentro de la teoría de operadores, o más específicamente: «problemas de extensión, dilatación y levantamiento de semigrupos de operadores en espacios de Hilbert y de Krein». Ha realizado publicaciones científicas y participado de encuentros internacionales. 
Es miembro de la Sociedad Estadounidense de Matemática y de la Sociedad Uruguaya de Matemática y Estadística. Además, ha participado del Cogobierno Universitario de la Universidad de la República como estudiante y como profesor.
Desde 1996 ha investigado sobre la historia del rock en Uruguay. Ha publicado en revistas internacionales y nacionales, ha participado de ciclos radiales, de congresos y seminarios. Entre 2009 y 2013 dictó el curso Historia del Rock en Uruguay como materia electiva en la Escuela Universitaria de Música. Ha integrado el jurado de los premios Graffiti (reconocimiento a la música uruguaya) desde 2005. 
En el 2003 obtuvo el premio Bartolomé Hidalgo por el primer tomo del libro De las cuevas al Solís. Escribió (en colaboración con Gabriel Peveroni) el libro Rock que me hiciste mal. En 2013 publicó Rada, la biografía del músico Ruben Rada, y en 2020 Días de Blues, sobre la banda homónima.